# Carl-Werner von Schultzenheim
Carl-Werner von Schulzenheim (i riksdagen kallad von Schulzenheim i Ekebyhammar), född 25 april 1833 i Klara församling, Stockholm, död 25 juni 1911 i Lindesbergs stadsförsamling, Örebro län, var en svensk officer, godsägare och riksdagsman.
Schulzenheim blev student vid Uppsala universitet 1851 och avlade kansliexamen 1854. Därefter ägnade han sig åt den militära banan och avancerade med tiden till överstelöjtnant vid Livregementets husarkår samt till riddare av Svärdsorden. Han var ägare till egendomarna Öby och Ekebyhammar i Örebro län samt ägde och bebodde på äldre dagar Villa Kullen i Lindesberg.
Som riksdagsman var von Schultzenheim ledamot av Ridderskapet och adeln från 1862 och av första kammaren 1888–1891, invald för Örebro län.
von Schultzenheim var gift tre gånger: åren 1859–1874 med friherrinnan Augusta Beata Julie Leuhusen (1838–1874), åren 1875–1890 med Elma Matilda Wilhelmina Lundborg (1842–1890) och åren 1891–1911 med Ellen Ingeborg Augusta von Scheven (1850–1951). I de två första äktenskapen fick han sammanlagt sex barn.